# 糺の森

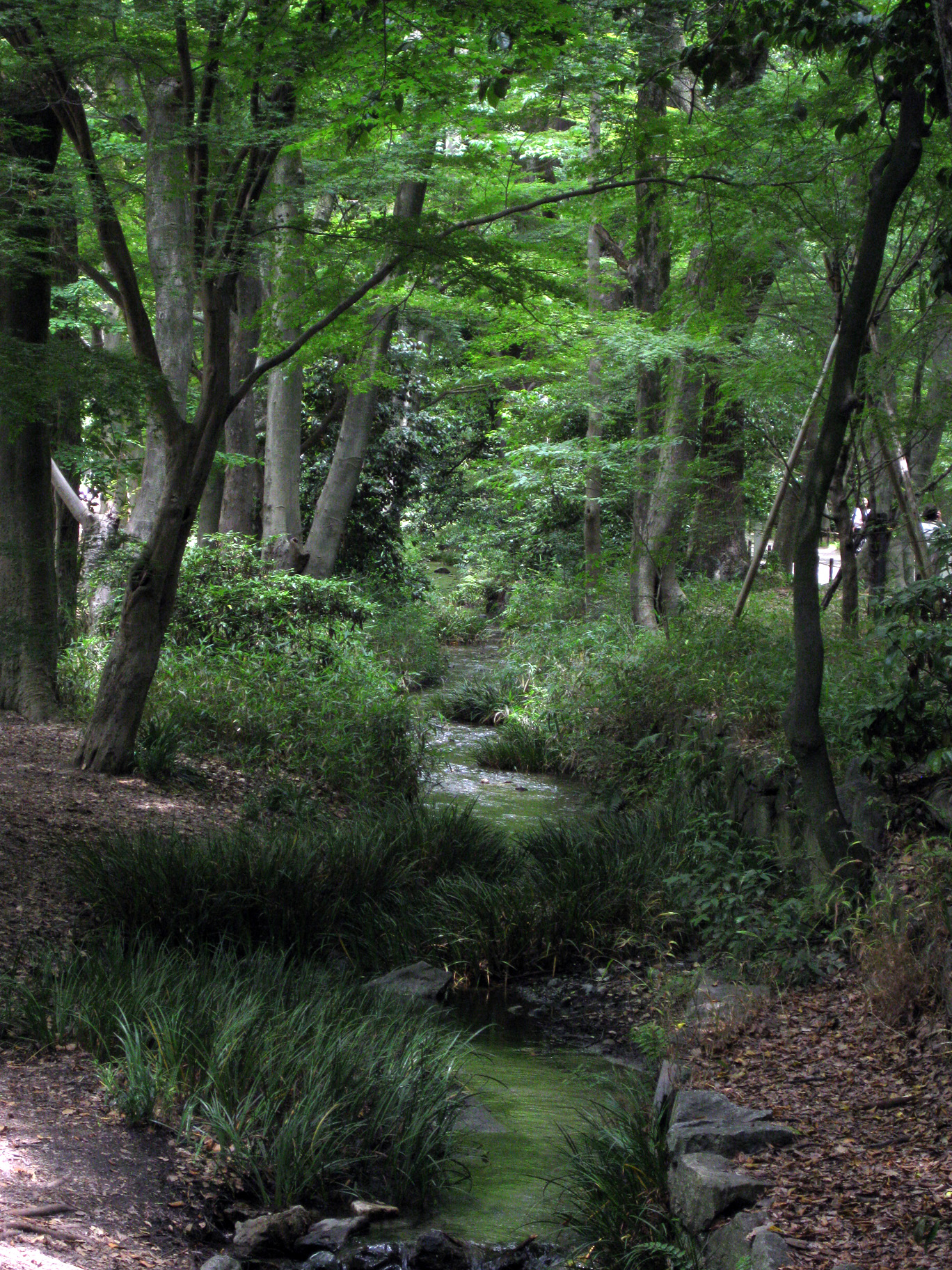
糺の森

糺の森（ただすのもり、糺ノ森とも表記）は、京都市左京区の賀茂御祖神社（下鴨神社）の境内にある社叢林である。
賀茂川と高野川の合流地点に発達した原生林で、およそ12万4千平方メートル（東京ドームの約3倍）の面積がある。森林の全域が1983年（昭和58年）に国の史跡として指定を受け、保存されている。また、1994年（平成6年）には下鴨神社全域が世界遺産に登録されている。

## 概要

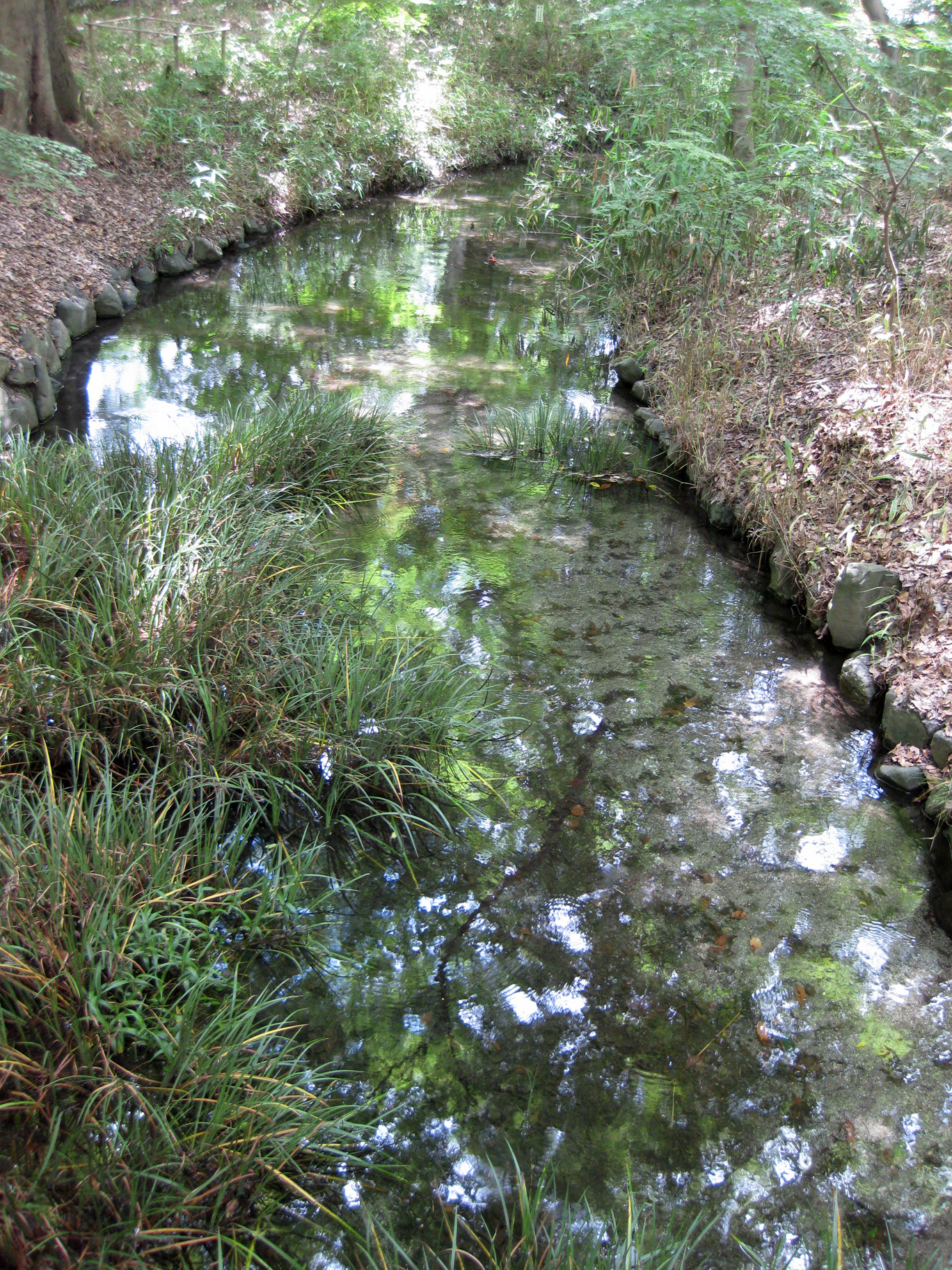
清流の一つ、瀬見の小川

糺の森は下鴨神社の境内に広がる原生林である。かつて京都に平安京が置かれた時代には約495万平方メートルの広さがあったが、応仁の乱など京都を舞台とする中世の戦乱や、明治時代初期の上知令による寺社領の没収などを経て、現在の面積まで減少した。特に1470年（文明2年）6月14日に応仁の乱の兵火を被った糺の森は、このとき総面積の7割を焼失している。
糺の森はこの一帯が山城国（山代国・山背国）と呼ばれていた頃の植物相をおおむね留めている原生林であり、ケヤキやエノキなどニレ科の落葉樹を中心に、約40種・4,700本の樹木が生育している。森は賀茂川と高野川に挟まれるように広がり、南北に細長い。林床を縫ってこれらの川に注ぐ数本の清流があり、周辺には水辺を好む植物も茂る。古くは『源氏物語』や『枕草子』に謳われ、今なお親林の場として人々に憩いを提供する史跡である。
森を流れる小川は4つあり、それぞれ御手洗川・泉川・奈良の小川・瀬見の小川と名付けられている。御手洗川は湧水のある御手洗池を水源としている。糺の森の東側を流れる泉川は高野川の支流である。奈良の小川は御手洗川に泉川の流れの一部が合流したもので、賀茂川の支流である瀬見の小川に取り込まれて糺の森の中央を流れる。
「糺の森」の「ただす」が何に由来するのかという点については諸説ある。「偽りを糺す」の意とするほか、賀茂川と高野川の合流点であることに起因して「只洲」とする説、清水の湧き出ることから「直澄」、多多須玉依姫の神名に由来するという説などの各説がある。他に、木嶋坐天照御魂神社（蚕の社）にある「元糺の池」、およびその周辺の「元糺の森」から遷された名前であるという意見もある。

## 生物相

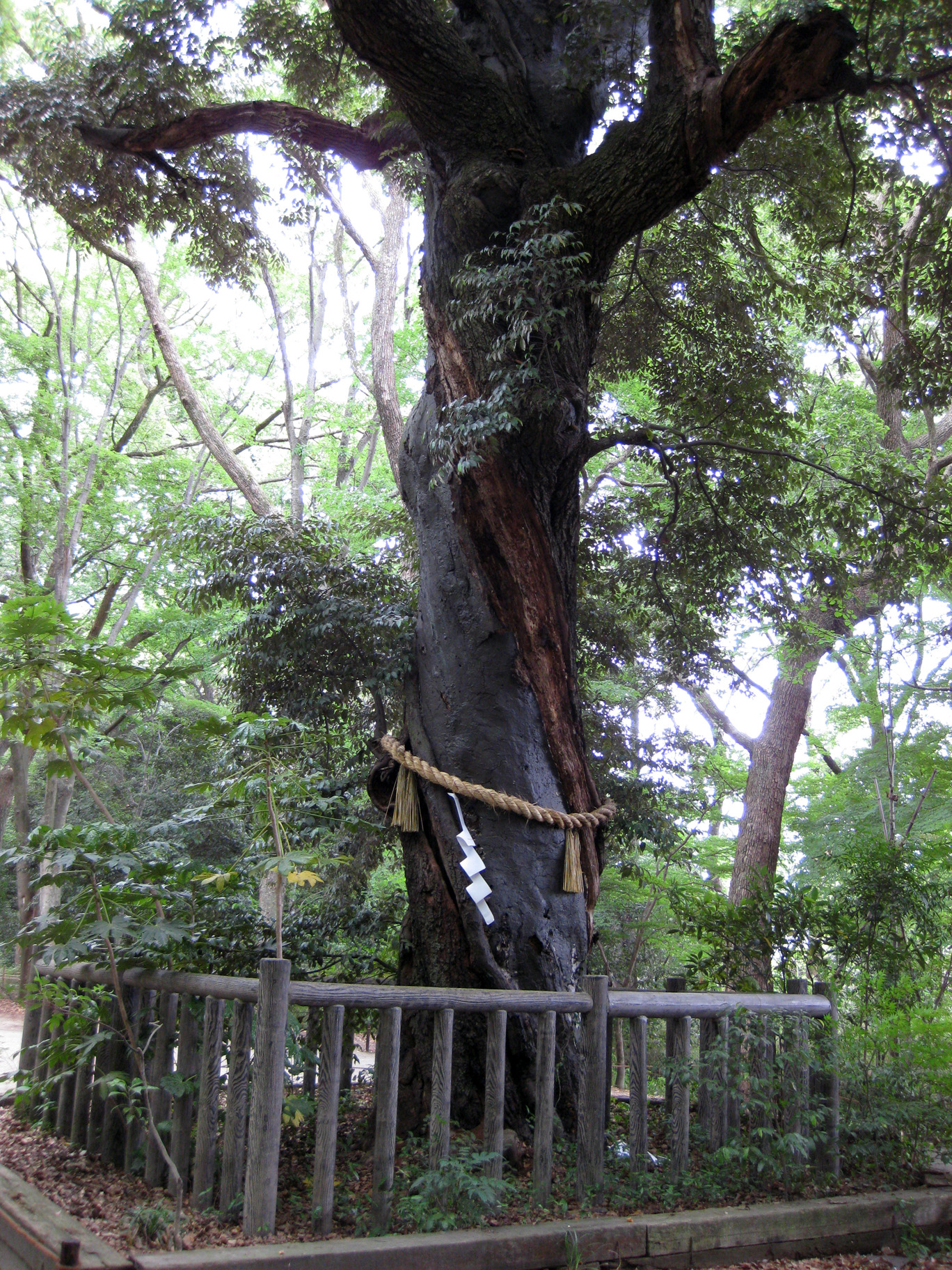
神木として祭られている古木

糺の森は原生林ではあるがいわゆる原始林ではなく、ある程度維持管理されてきた森林である。樹種の傾向は河畔林のそれであるが、森にはクスノキなども生えており、これは1934年（昭和9年）の室戸台風と翌年の大水害を経て植生回復のために植栽されたものである。他にも赤椿のように、神社としての機能や格式に係る理由から人為的に植えられた植物もある。社叢林としての糺の森の特徴として、常緑の針葉樹が非常に少なく、落葉樹中心の明るい森であることが挙げられる。一般的な神社の境内は神秘的な暗い森が好まれるため、針葉樹が献木されて鬱蒼とする例が多い。
なお、下鴨神社および賀茂別雷神社（上賀茂神社）の神紋であるフタバアオイ（カモアオイ、賀茂葵とも）もかつては多く自生していたが、地下水位の低下に伴う林床の乾燥化により激減している。

### 気候条件
京都盆地は暖温帯であり、植生としては常緑広葉樹林、中でも照葉樹林が発達しやすい。しかし京都盆地北限の低部にある糺の森周辺は、冬季の夜間に非常に冷え込むため常緑樹の生育に向かず、植生はニレ科に代表される落葉広葉樹林の様相が強まる。この点については異論もあり、河原石の多い痩せた土壌が樹木相の主因であるという意見もある。

### 木本
糺の森には、幹の直径が10cmを超える木本がおよそ4,700本群生している。そのうち、樹齢200年から600年に達するものは約600本である。1983年（昭和58年）より京都大学の研究チームを中心とするグループによって植生調査が行われており、それによればムクノキ（Aphananthe aspera）が71.9%、ケヤキ（Zelkova serrata）が15.9%、その他エノキ（Celtis sinensis var. japonica）・イチイガシ（Quercus gilva）・ツバキ（Camellia japonica）・ナナミノキ（Ilex chinensis）・アオキ（Aucuba japonica）・シュロ（Trachycarpus fortunei）などの自生が確認されている。2001年（平成13年）の調査でもこの傾向は変化していない。
以下に糺の森の詳細な樹種構成を示す。

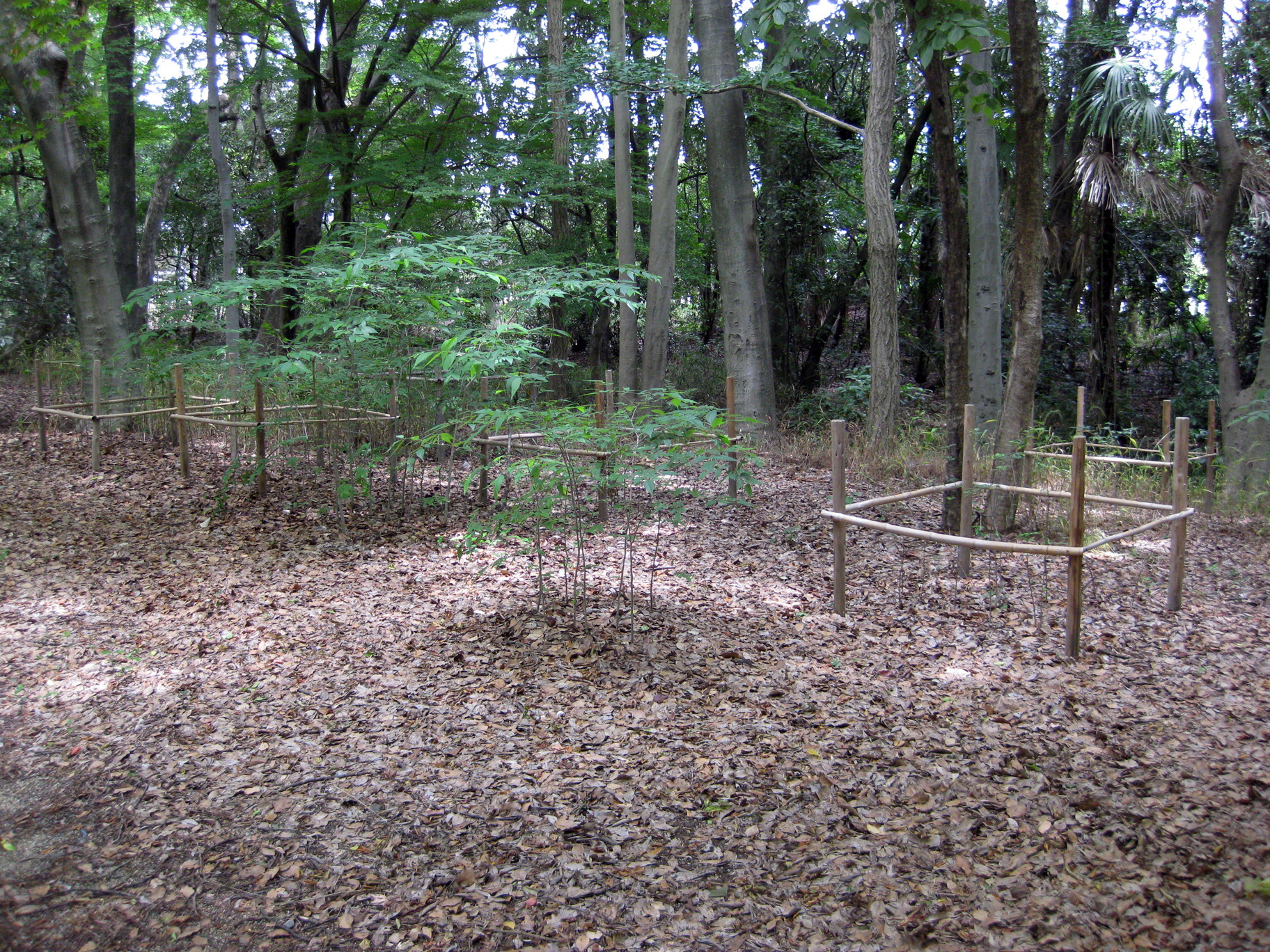
人為的な植生更新の試み。定植された幼木の周りに囲いが設けられている。

|              | 1939年（昭和14年）（池田） | 1939年（昭和14年）（池田） | 1991年（平成3年）（森本ら） | 1991年（平成3年）（森本ら） | 2002年（平成14年）（森本ら） | 2002年（平成14年）（森本ら） |
| 樹種         | 本数                       | 構成比（％）               | 本数                        | 構成比（％）                | 本数                         | 構成比（％）                 |
| ムクノキ     | 44                         | 45.4                       | 239                         | 19.4                        | 243                          | 19.2                         |
| ケヤキ       | 21                         | 21.6                       | 129                         | 10.5                        | 147                          | 11.6                         |
| イチイガシ   | 6                          | 6.2                        | 5                           | 0.4                         | 4                            | 0.3                          |
| エノキ       | 4                          | 4.1                        | 233                         | 18.9                        | 254                          | 20                           |
| ナナミノキ   | 3                          | 3.1                        | 7                           | 0.5                         | 4                            | 0.3                          |
| ツバキ       | 3                          | 3.1                        | 4                           | 0.3                         | 4                            | 0.3                          |
| イヌザクラ   | 3                          | 3.1                        | 0                           | 0                           | 0                            | 0                            |
| アラカシ     | 2                          | 2.1                        | 29                          | 2.3                         | 36                           | 2.8                          |
| アキニレ     | 2                          | 2.1                        | 5                           | 0.4                         | 4                            | 0.3                          |
| シイ         | 1                          | 1                          | 76                          | 6.1                         | 79                           | 6.2                          |
| イチョウ     | 1                          | 1                          | 26                          | 2.1                         | 30                           | 2.3                          |
| スギ         | 1                          | 1                          | 23                          | 1.8                         | 30                           | 2.3                          |
| タラヨウ     | 1                          | 1                          | 11                          | 0.8                         | 11                           | 0.8                          |
| ムクロジ     | 1                          | 1                          | 0                           | 0                           | 1                            | 0                            |
| カヤ         | 1                          | 1                          | 0                           | 0                           | 0                            | 0                            |
| キササゲ     | 1                          | 1                          | 0                           | 0                           | 0                            | 0                            |
| コブシ       | 1                          | 1                          | 0                           | 0                           | 0                            | 0                            |
| ヤマモミジ   | 1                          | 1                          | 0                           | 0                           | 0                            | 0                            |
| クスノキ     | 0                          | 0                          | 336                         | 27.3                        | 324                          | 25.5                         |
| シリブカガシ | 0                          | 0                          | 28                          | 2.2                         | 26                           | 2                            |
| シラカシ     | 0                          | 0                          | 10                          | 0.8                         | 14                           | 1.1                          |
| その他       | 0                          | 0                          | 63                          | 3.8                         | 56                           | 4.4                          |
| 合計         | 97                         | 100                        | 1227                        | 100                         | 1267                         | 100                          |

1939年（昭和14年）の調査は、調査の5年前に当たる1934年（昭和9年）の室戸台風と翌年の大水害の被害を受けた後の状態である。この水害で森内に数千本あった樹木は97本まで激減したが、1991年（平成3年）になると、水害後に植えられたクスノキが顕著に生育している。クスノキの他にも多くの樹木が生長を見せ、1,000本以上の大径木が糺の森の樹冠を構成するに至っている。また、水害後に残った97本では、うち25本がなお巨木として森内に残っている。植林用のクスノキは当時の内務省から配布されたものであったが、これは本来京都盆地には分布していない。このクスノキが順調に成育し、ムクノキやエノキを凌いで森の主要な樹種になっている。それは原生林であった糺の森の植物相が人為的な干渉を受けたということでもある。ニレ科の実生も確認されてはいるが、クスノキのような常緑樹が優占する陰樹林の林床では日照が不足し、定着して成木に育つ例は少ない。
逆にクスノキによる陰樹林化に伴って増殖した樹種もある。シュロも元々は糺の森に生育していなかった植物であるが、2003年（平成15年）時点では直径10cm以上のものだけで250本を越える数となっている。これは種子が鳥によって運ばれ発芽、定着したものであると考えられている。シュロが糺の森に侵入して数を増やした背景としては、日照の低下の他に年平均気温の上昇などが挙げられる。

### 草本
糺の森には下草としてクマザサやシダの他、様々な草本が生育している。特徴的なものではシャガ（Iris japonica）・キチジョウソウ（Reineckea carnea）・ヤブラン（Liriope muscari）・ジャノヒゲ（Ophiopogon japonicus）などがある。これらの草本もフタバアオイと同様、地下水面の低下やクスノキの繁茂に伴う日照の減少の影響を受けており、シャガやキチジョウソウの減少が著しい。他に、特に稀な植物として腐生植物の一種であるタシロラン（Epipogium roseum）も近年森内で確認されている。

### 動物
糺の森では大型哺乳類は確認されていない。昭和60年代まではニホンリス（Sciurus lis）の目撃例があったが、平成以降は途絶えている。鳥類としてはアオバズク（Ninox scutulata）の営巣が確認されている。アオバズクは東南アジア周辺を越冬地とする夏鳥であり、大木の洞を巣穴として子育てなどを行う。2002年（平成14年）の調査では森内に3ヶ所の巣穴が確認された。ニレ科の木には樹洞ができやすいため、糺の森はアオバズクの営巣に適した環境であると考えられている。

## 鴨の七不思議
糺の森の各地には鴨の七不思議と呼ばれる伝承がある。なお、連理の賢木やみたらし池の周辺は整備されており、一部は「森」の中に無い。
1. 連理の賢木：3本のサカキのうち、2本が幹の中ほどで繋がっている神木。その形態から縁結びの象徴となっている。連理の賢木が古くなり枯れると、後継となる新たなサカキが糺の森のいずこかに生じるという。
2. 何でも柊：本殿南西にある境内摂社の1つ、比良木神社[注釈 4]の周囲の木、樹種によらず、みなヒイラギのように葉の周囲に鋸歯を生じると言われている。
3. みたらし池（御手洗池）のあわ：盛夏の土用の頃、御手洗川の源泉である御手洗池から水泡が湧く。この泡をもとに生まれた菓子がみたらし団子であるという。
4. 泉川の石（烏縄手、烏の縄手）：烏とは下鴨神社の祭神である賀茂建角身命の化身、八咫烏を指す。縄手は八咫烏へ参るための幾筋もの細長い参道のこと。その縄手の一つ、紅葉橋のたもとにはかつて雨乞い祈願の小烏社とよばれる社があり、請願が通ずると泉川の石が飛び跳ねたと言われている。
5. 赤椿：糺の森には赤い花をつけるツバキが多い。これは、下鴨神社の神職は位階が高く、他から参拝に訪れる使いの者は一般にそれよりも低いため、位階に基づく装束の色の違い[注釈 5]が目立たぬよう配慮したもの。
6. 船ヶ島・奈良社旧跡：御手洗川と泉川の三角州[注釈 6]に船ヶ島と呼ばれる一角がある。戦乱や旱魃に際してこの周辺の流れを掻き回すと、小石が跳ねて世相が落ち着くという。
7. 切芝：糺の森のほぼ中心に位置する、古くよりの祭場。後述する切芝神事の場。

## 祭事
下鴨神社では、上賀茂神社とともに執り行われる例祭「葵祭」など様々な祭事が催される。その中で特に糺の森が祭事場となるような、関わりの深い祭事について記す。これらの伝統行事以外にも、糺の森では納涼古本まつり（8月）などが開催されている。
流鏑馬神事（やぶさめしんじ）
葵祭の祭事に先立ち、前儀として毎年5月3日に行われる神事。続く祭事の場となる下鴨神社の境内、糺の森を祓い清めるための神事とされる。狩装束姿の射手が3つの的を鏑矢で射抜く。明治時代以後しばらく中断していたが、1973年（昭和48年）より再び執り行われるようになった。
御蔭祭（みかげまつり）
葵祭の祭事に先立ち、前儀として毎年5月12日に行われる祭。古くは御生神事（みあれしんじ）と呼ばれていたが、江戸時代中期に現在の呼称が定着した。祭列は下鴨神社を発して境外摂社の御蔭神社に至り、再び下鴨神社に戻ってくるが、その際に切芝神事として糺の森にて東游の舞が奉納される。
葵祭（あおいまつり）
賀茂祭とも呼ばれる。毎年5月15日に執り行われる祭事。詳細は葵祭を参照。
御手洗祭（みたらしまつり）
土用の丑の日頃に数日間開催される祭。御手洗池の湧水に足を浸して健康を祈願する行事（足付け神事）がある。
夏越神事（なごししんじ）
立秋前に行われる神事。御手洗池に斎竹（いみだけ）と斎矢（いみや）を立て、氏子らが50本の斎矢を一斉に争奪する。矢取神事とも呼ばれている。

## 発掘調査

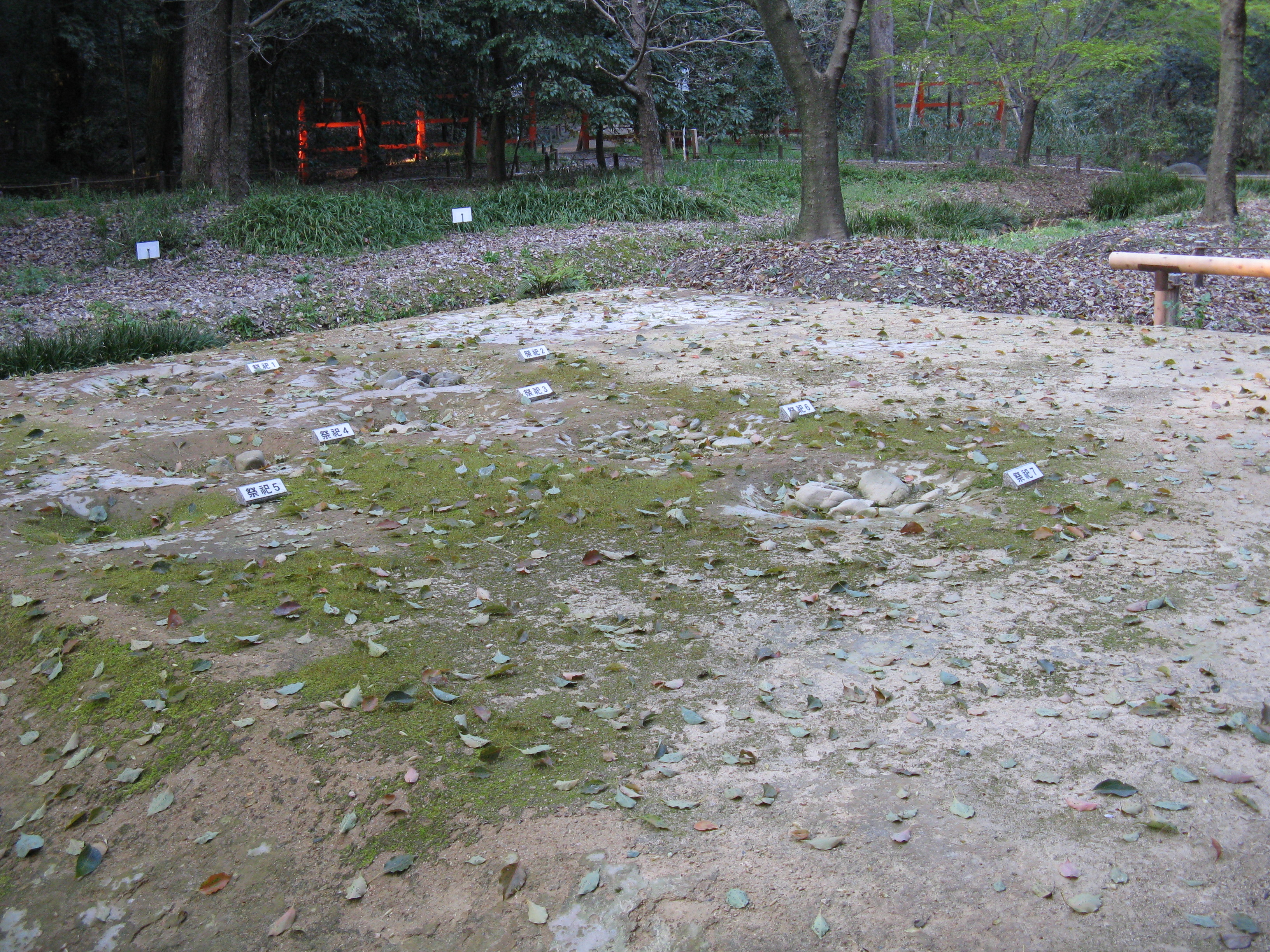
復元・公開された祭祀遺構

糺の森では1990年（平成2年）度から奈良の小川・瀬見の小川の整備事業が行われ、それに伴い遺構の発掘調査がなされた。翌1991年（平成3年）度に京都府と京都市の合同による予備的な発掘調査が行われ、表参道北端付近、奈良殿橋周辺にて平安時代のものと思われる流路跡が確認された。これを踏まえて2000年（平成12年）度より、京都市埋蔵文化財研究所を中心とした調査グループによって流路跡の発掘作業が行われた。
調査の結果、発掘された水路は幅約3m、長さは東西方向におよそ32mであった。深さは 40cmから70cm で、溝内にはおおよそ平安時代、鎌倉時代、近代（明治時代以後）の3時代にわたる堆積物が累層していた。この水路は糺の森の東側を縦走する泉川から分岐する形であったと推測されているが、流路の東西の勾配は非常に小さく、かなり穏やかな流れであった事が示唆された。この水路の南側からは石敷遺構も発掘されており、周辺では何らかの神事が行われていたと考えられている。この水路と石敷遺構の発掘作業は平成14年2月まで行われた。作業終了後には周辺にニレ科の植物が植栽され、植生の回復が図られた。
2005年（平成17年）の2月から3月にかけ、さらに石敷遺構を復元するための整備作業が行われたところ、その上に礫をほとんど含まない盛土によって形成された祭壇跡が検出された。この遺構は南北に約9m、東西は約6m、盛り土の高さは10cmから20cmほどであった。祭壇上には7ヶ所の祭祀跡があり、石で形成されたものと、土器や貨幣によって形成されたものとがあった。祭祀跡は前者の方が多く、いずれも平安時代前後のものであると推測された。一方後者は江戸時代のものと考えられた。これらの祭祀遺構は2008年（平成20年）に復元が完了し、一般公開されている。また縄文時代の土器も発掘され、その復元土器が現在‘鴨のくぼて’として下鴨神社の神事に使用されている。

## 景観

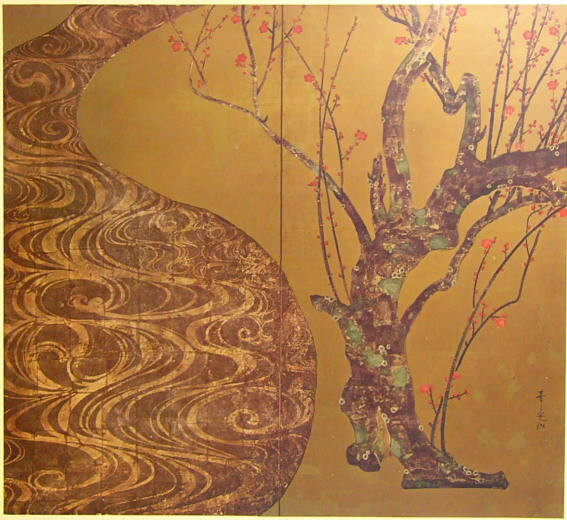
紅白梅図（尾形光琳 作）

糺の森はその情景が平安時代の詩歌に詠まれるなど、古くより景観の美しさを愉しむ場としても親しまれてきた。著名な尾形光琳作の国宝「紅白梅図屏風」（右図）も、御手洗川とその辺の梅を描いたものである。早春にはこの梅のほか、森の赤椿も開花を迎える。4月になるとヤマザクラ、イヌザクラ、ウスズミザクラなど種々の桜が見頃となり、梅雨の季節にはアジサイと種々の草本の花が咲く。秋にはカエデやイチョウなどの落葉樹が紅葉し、特に糺の森の南端付近で瀬見の小川に架かる紅葉橋などは、その名の通り紅葉の名所となっている。冬は雪景色、また木々の葉が落ちて明るくなった森の黎明や日没の空が美しいと言われる。

## 利用

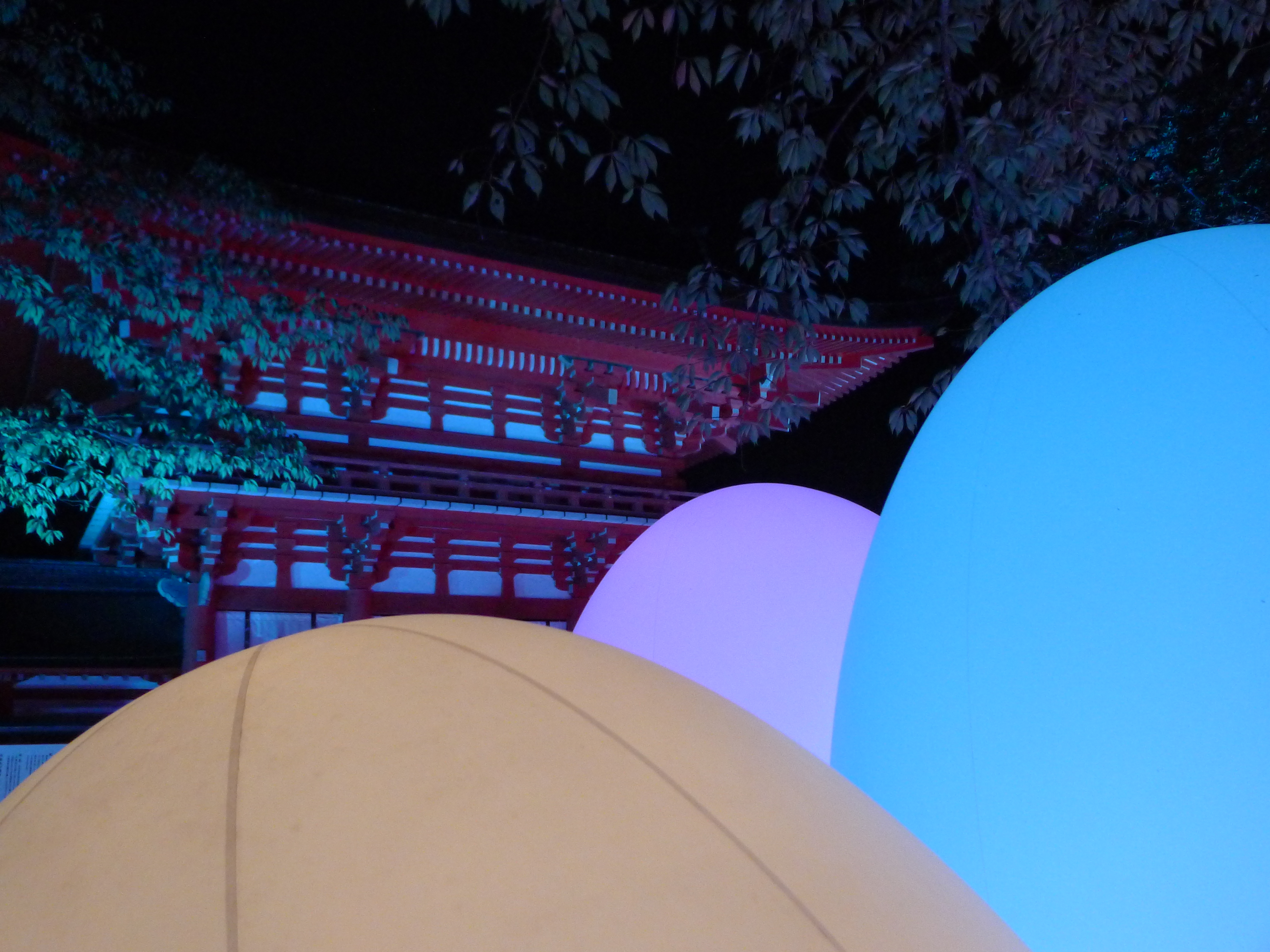
光の祭 TOKIOインカラミ

江戸時代の絵図に描かれた糺の森には、マツやタケが描写されている。糺の森の森林資源としての利用について、このタケを伐採して資材としたり、竹皮やタケノコを売っていたという記録がある。江戸時代中頃（18世紀）になると枯れたマツを同様に売って、現金収入の一つとしていたという。ただし神社に建築材が必要となった折には外部から木材を購入した記録が残っており、糺の森の木本は利用目的で伐採されるようなことは無かったと考えられている。
森の面積が縮小し、積極的に保護されるようになった近年では木材を利用するようなことは無い。糺の森は都市部の貴重な森林ゆえに憩いの場として市民に親しまれている。1985年（昭和60年）の調査によれば、糺の森への平日（神社の行事が催されない日）の来訪者は1,000人から1,200人ほど、5月や11月の気候の良い時期の休日であれば2,500人から3,300人に達したと報告されている。この人数には森自体に来訪した人以外にも、結婚式や七五三などの目的で神社を訪れる人も含んでいる。糺の森の利用者の行動としては、散歩や読書、動植物の自然観察や写真撮影などのほか、映画の撮影などもあったという。また許可を得て古本市なども催され親しまれている。もともと酷暑の京都盆地に加え、近年の都心部のヒートアイランド化もあって、夏においては市街地との温度差も大きく、言葉通り重要な市民の憩いの場である。
1994年には糺の森は下鴨神社の一部として世界文化遺産となった。しかし2018年の台風19号により多くの木が倒れる甚大な被害を受けた。
2019年（令和元年）8月17日～9月2日、デジタルコンテンツ制作会社チームラボによる「下鴨神社糺の森の光の祭 TOKIOインカラミ」が開催された。

## 糺の森を詠んだ歌など
糺の森は古くより人々に親しまれ、多くの古典に名を残している。その一部を掲載する。
作中、光源氏がしがらみ多く辛い世の中（都）を離れて須磨へと下る。都に残す自分の名、人の噂のなりゆきは糺の神に委ねよう、と下鴨の神を拝して詠んだ歌。また『源氏物語』には九帖「葵」があるが、この巻名は光源氏の正妻である葵の上とともに、物語の舞台となる葵祭を受けた名称でもある。
糺の神がおわすのでなければ、どうしてあなたの偽りを知ることができようか、の意。
10月の頃に下鴨神社に詣でたところ、京都の他の場所の紅葉はすでに散ってしまっていたが、糺の森の紅葉はまだ残っていた、という糺の森の遅い紅葉を詠んだ歌。歌集の成立年は定かでないが、1044年（寛徳元年） - 1053年（天喜元年）頃といわれる。
下鴨神社の歌合の場にて、下鴨神社の祀官であった鴨長明が瀬見の小川の水鏡に映る月光の美しさを詠んだ歌。この歌を詠んだ長明であるが、賀茂川（の支流）が瀬見の小川と呼ばれる事を他の参加者が知らなかったために、歌合の場では負けを喫した。後に長明は賀茂社の縁起にその旨の記述がある事を公にし、神社の秘事を軽々しく開示するとは何事か、という賀茂社の神職たちの批判を浴びながらも、自歌が正しかったことを主張した。この短歌は人々の人気を博し、後に撰された『新古今和歌集』に収録されるに至っている。
奈良の小川で行われる夏越の祓を詠んだ歌。『小倉百人一首』にも選ばれている。